# Grand Junction (Tennessee)
Grand Junction – miasto w Stanach Zjednoczonych, w stanie Tennessee, w hrabstwie Hardeman.